# Mario Vergara
Mario Vergara, P.I.M.E. (16. listopadu 1910, Frattamaggiore – 24. května 1950, Shadaw) byl italský římskokatolický kněz, člen Papežského institutu pro zahraniční misie, zavražděný partyzány během vnitřního konfliktu v Myanmaru. Katolická církev jej uctívá jako blahoslaveného mučedníka.

## Život
Narodil se dne 16. listopadu 1910 v italském městě Frattamaggiore jako poslední z devíti dětí průmyslníka. Pokřtěn byl 20. listopadu téhož roku v bazilice San Sossio Levita e Martire ve Frattamaggiore.
Vstoupil do kněžského semináře v Aversa, v 17 letech pak zahájil svoji formaci na semináři v Neapoli. Roku 1929 byl přijat na seminář Papežského institutu pro zahraniční misie v Monze a roku 1932 přijal tonzuru a nižší svěcení od biskupa z Aversy Carmine Cesaraniho.
V srpnu roku 1933 byl v Sant'Ilario (část Janova) přijat do noviciátu Papežského institutu pro zahraniční misie. Dne 26. srpna 1934 byl kardinálem bl. Ildefonsem Schusterem v kostele v Bernareggiu vysvěcen na kněze. V září téhož roku pak odjel jako misionář do Barmy.
V Barmě ihned započal své působení. Seznámil se také s místní kulturou a jazyky. Roku 1936 začal vykonávat pastorační činnost v horské vesnici Citaciò. Zde kromě vysluhování svátostí výukou katechismu organizoval základní zdravotní péči, školící centrum, nebo sirotčinec.
Roku 1940 po vypuknutí druhé světové války nějaký čas uvězněn v britském táboře v Indii. Po propuštění odcestoval do Dillí a poté do Hajdarábádu. Následně působil nějaký čas mezi italskými vojáky v Bombaji. V červnu roku 1946 odjel do Kalkaty, aby získal povolení pro opuštění Indie. Během svého pobytu Kalkatě podstoupil operaci nefrektomie a překládal náboženské texty do barmštiny. Roku 1947 se vrátil zpět do Barmy, kde začal působit ve vesnicích v pohoří Carania, kde taktéž organizoval veřejnou správu. Zde se seznámil s místním učitelem a laickým katechetou bl. Isidorem Ngei Ko Latem, který se stal jeho blízkým spolupracovníkem. Kromě něj mu v jeho práci pomáhali i další místní obyvatelé.
Roku 1948 započala občanská válka s názvem vnitřní konflikt v Myanmaru. Její součástí byly i protikatolické persekuce. Dne 25. května 1950 byl ve Shadawu s katechetou bl. Isidorem Ngei Ko Latem zavražděn partyzány. Jeho tělo bylo dáno do pytle a vhozeno do řeky Salwin. Téhož dne byl ve Shadawu zavražděn další kněz Papežského institutu pro zahraniční misie Pietro Galastri.

## Úcta
Beatifikační proces jeho a jeho společníka Isidora Ngei Ko Lata započal dne 23. října 2001, čímž obdrželi titul služebníci Boží. Dne 9. prosince 2013 podepsal papež František dekret o jejich mučednictví.
Blahořečeni pak byli dne 24. května 2014 v katedrále sv. Pavla v Averse. Obřadu předsedal jménem papeže Františka kardinál Angelo Amato.
Jeho památka je připomínána 24. května. Bývá zobrazován v kněžském oděvu.